# Buzyges
Buzyges (gr. Βουζύγης, „Ujarzmiający woły”) – heros kulturowy w mitologii greckiej, uważany za wynalazcę jarzma.
Jako pierwszy miał wpaść na pomysł ujarzmienia byków i zaprzęgnięcia ich do pługa do orania pól. Uważany był też za jednego z pierwszych prawodawców i twórcę licznych zwyczajów agrarnych. Miał wprowadzić m.in. zakaz zabijania byków i wołów ze względu na ich pożyteczność. Zapoczątkował też obrzędy religijne ku czci Demeter i Persefony.